# Falla Almirall Cadarso-Comte d'Altea
La Falla n. 14 Almirall Cadarso-Comte d'Altea (o Falla Almirante Cadarso - Conde Altea) és una falla de la Ciutat de València, situada en la cruïlla dels carrers homònims, a l'Eixample de València.
La falla porta deu anys en la Secció Especial i actualment la comissió té 93 fallers. Va estar a punt de guanyar la màxima categoria el 2011, amb una obra de Manolo Algarra que va rebre un segon premi i va vore indultat el ninot que presentaren a l'Exposició del Ninot.

## Galeria d'imatges

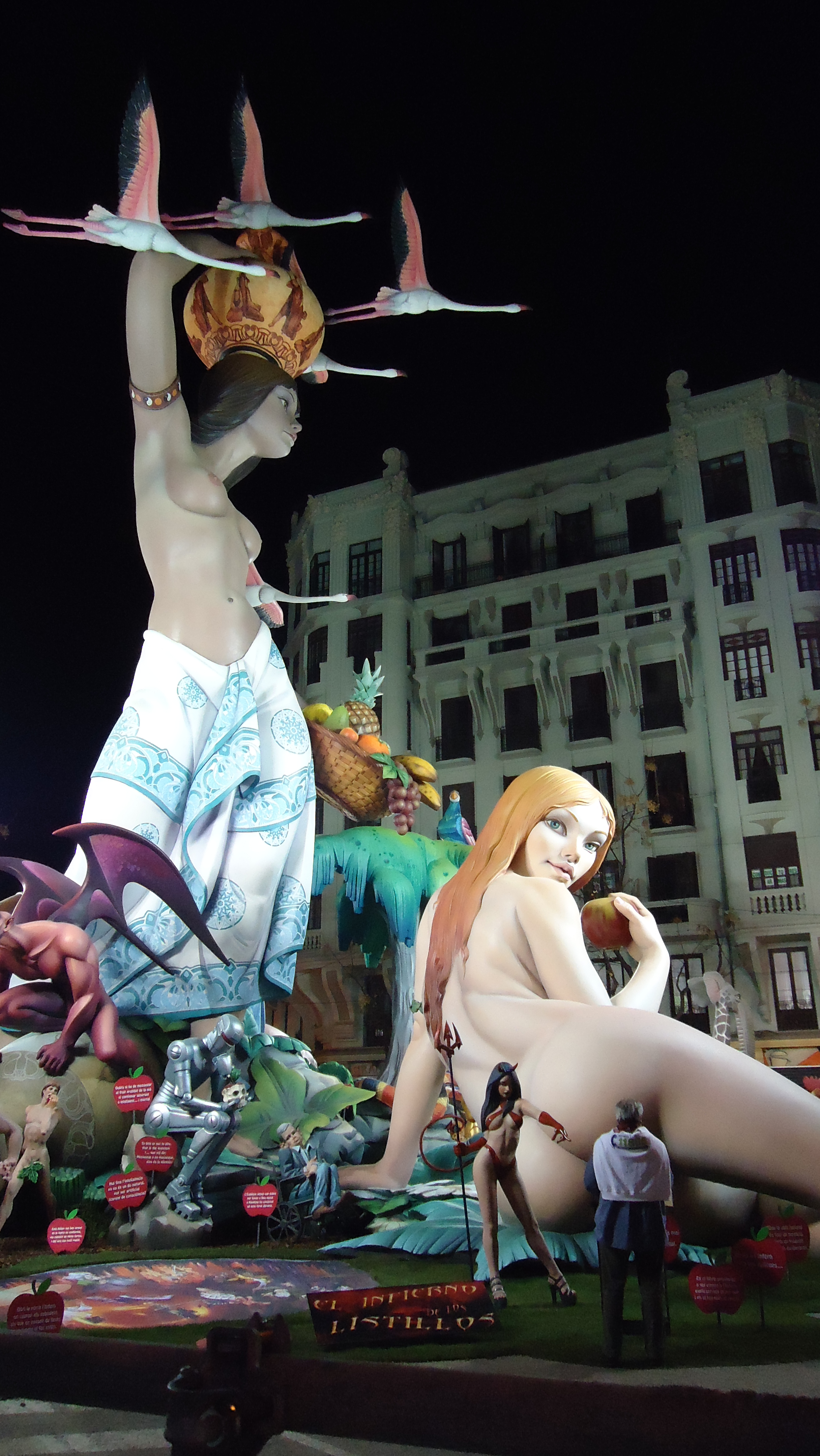
Falla Almirall Cadarso-Comte d'Altea 2011, segon premi de secció especial.
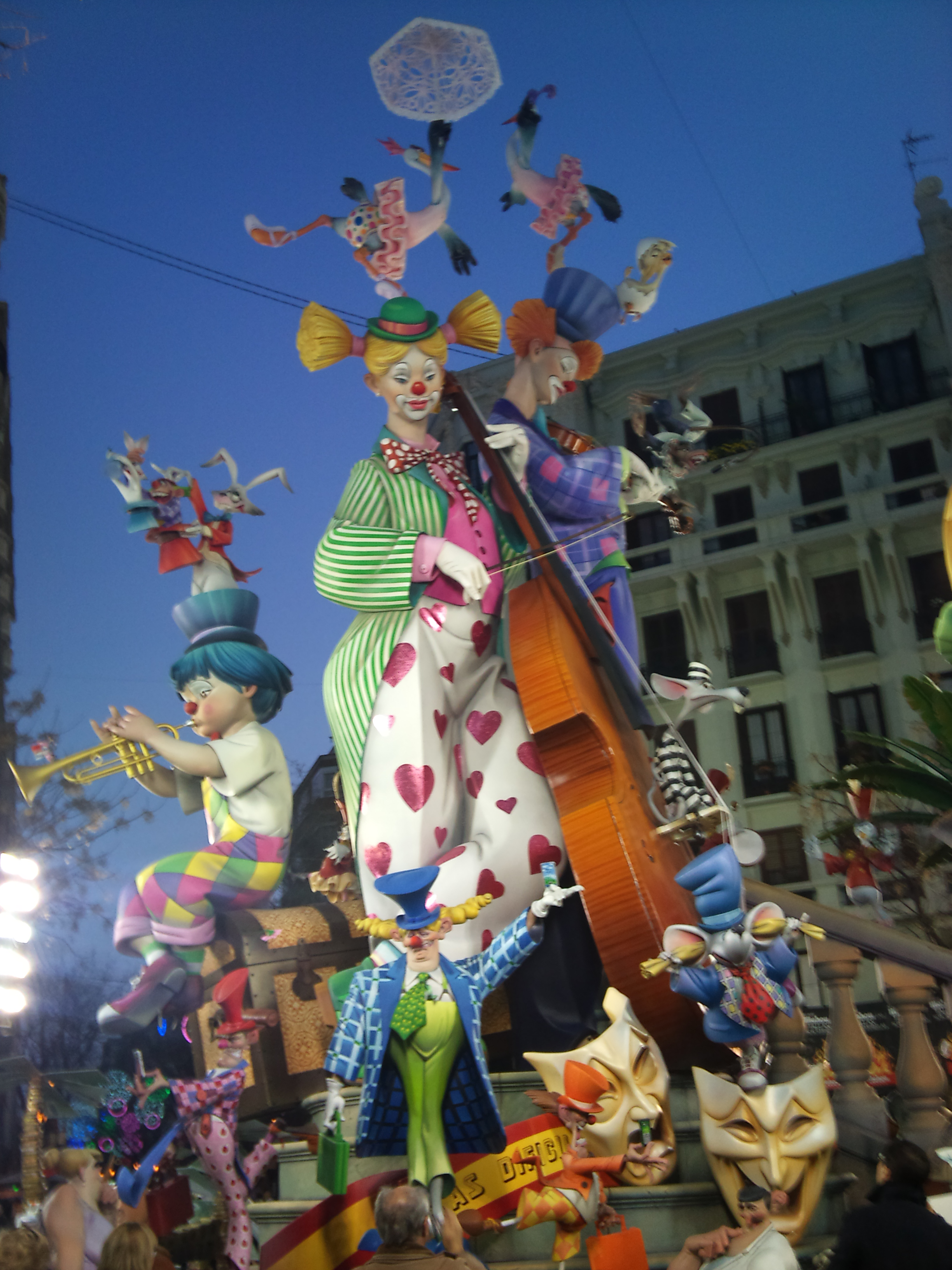
Falla Almirall Cadarso-Comte d'Altea 2012
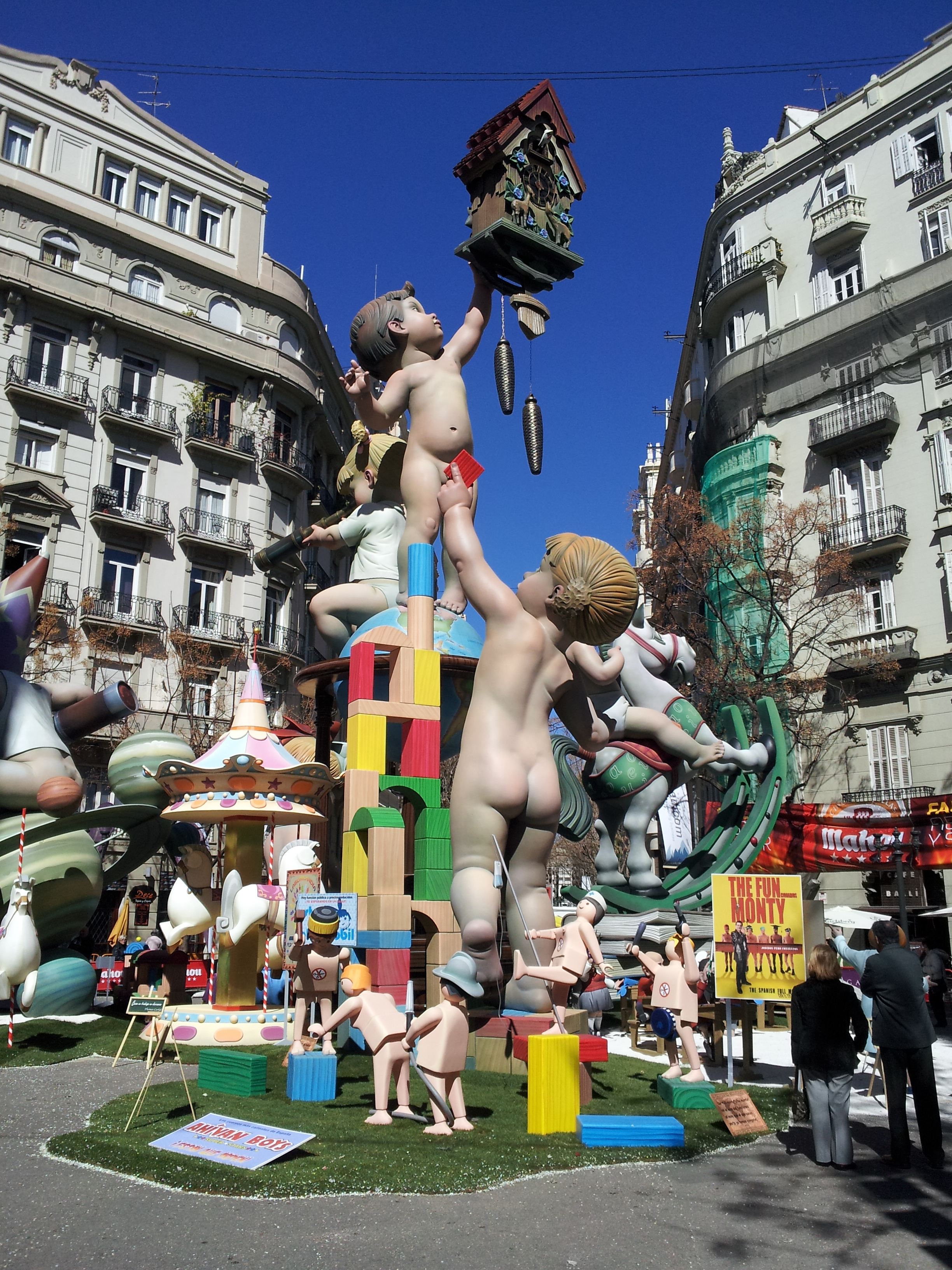
Falla Almirall Cadarso-Comte d'Altea 2013
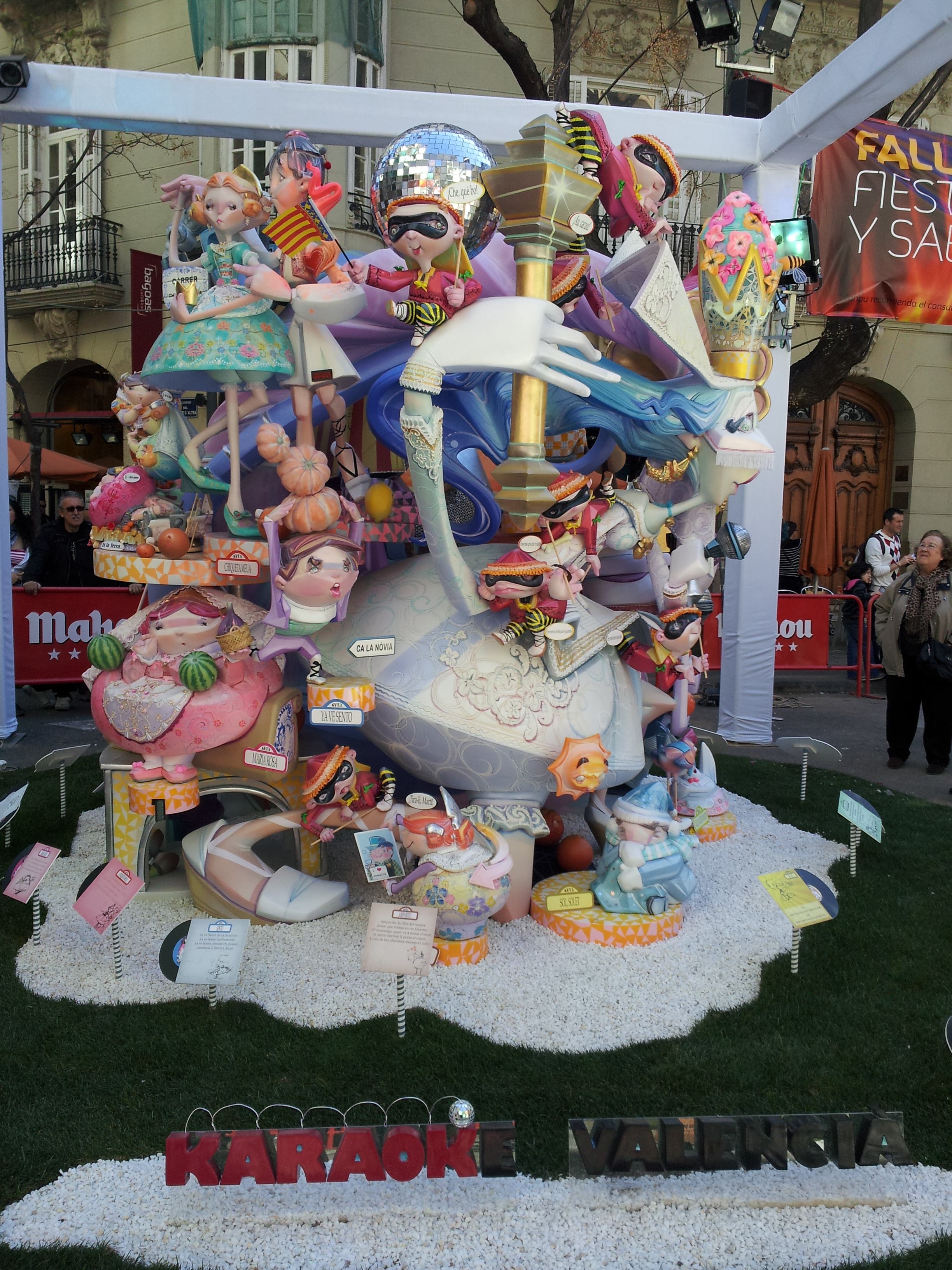
Falla infantil Almirall Cadarso-Comte d'Altea 2013
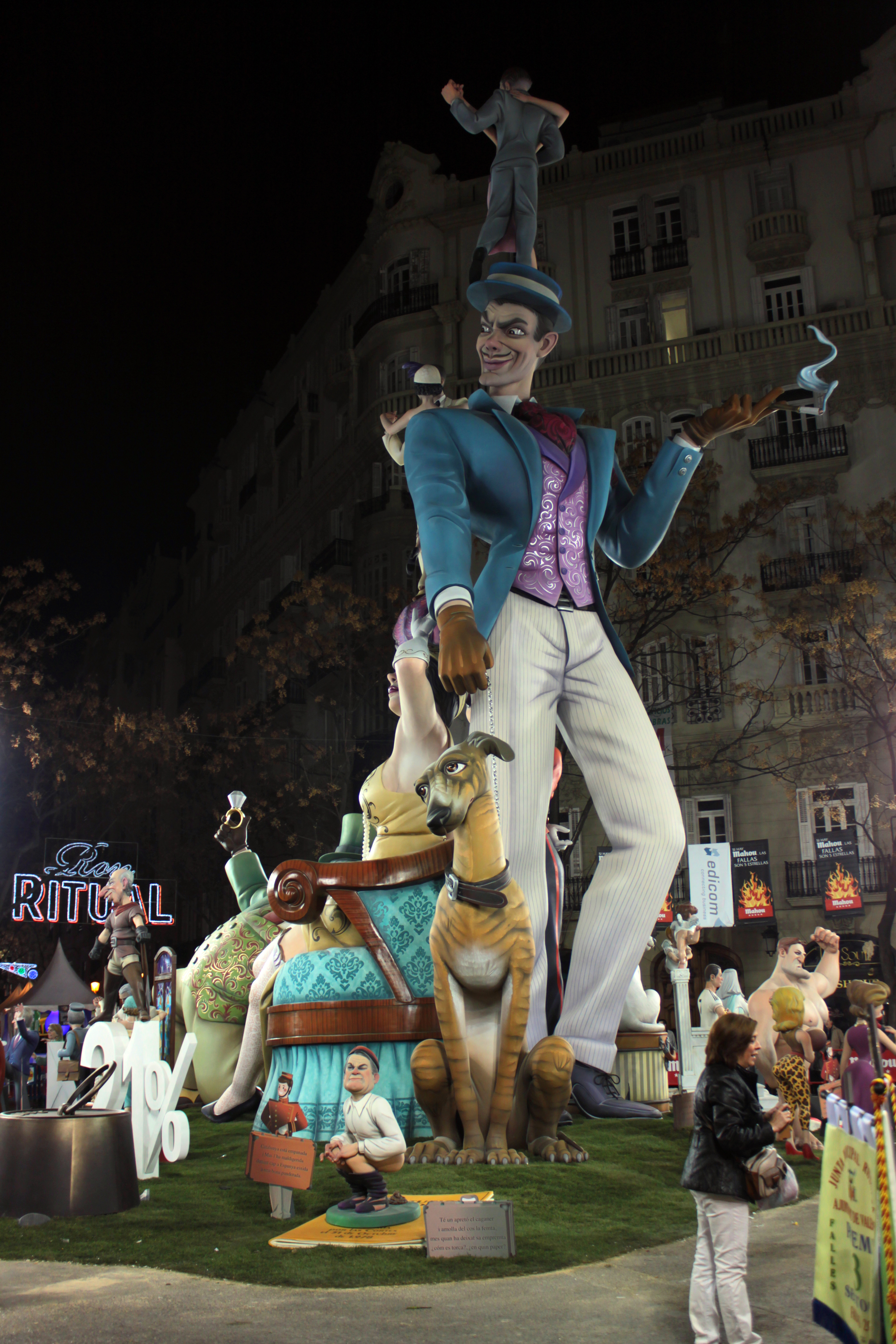
Falla Almirall Cadarso-Comte d'Altea 2014
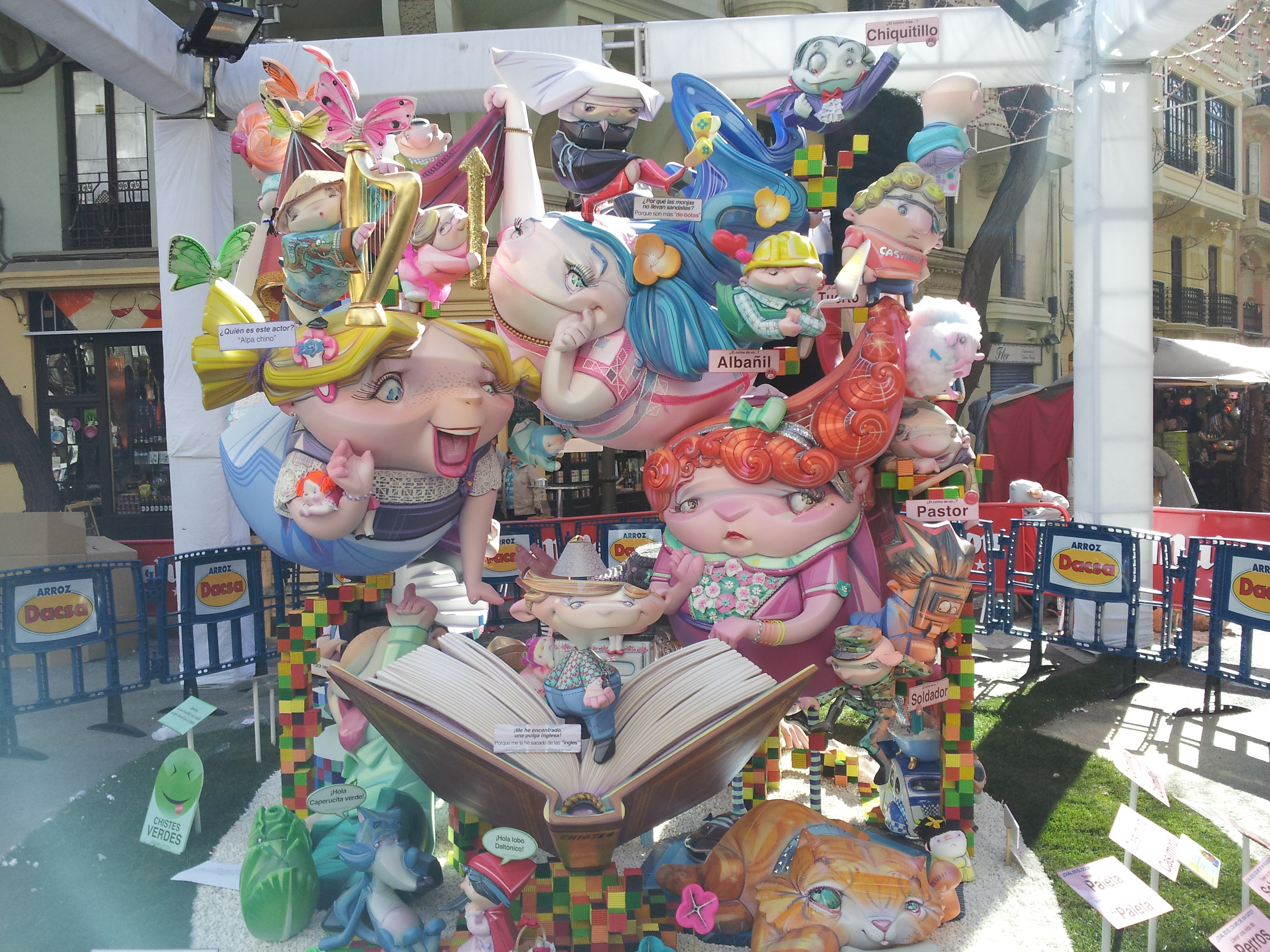
Falla infantil Almirall Cadarso-Comte d'Altea 2014
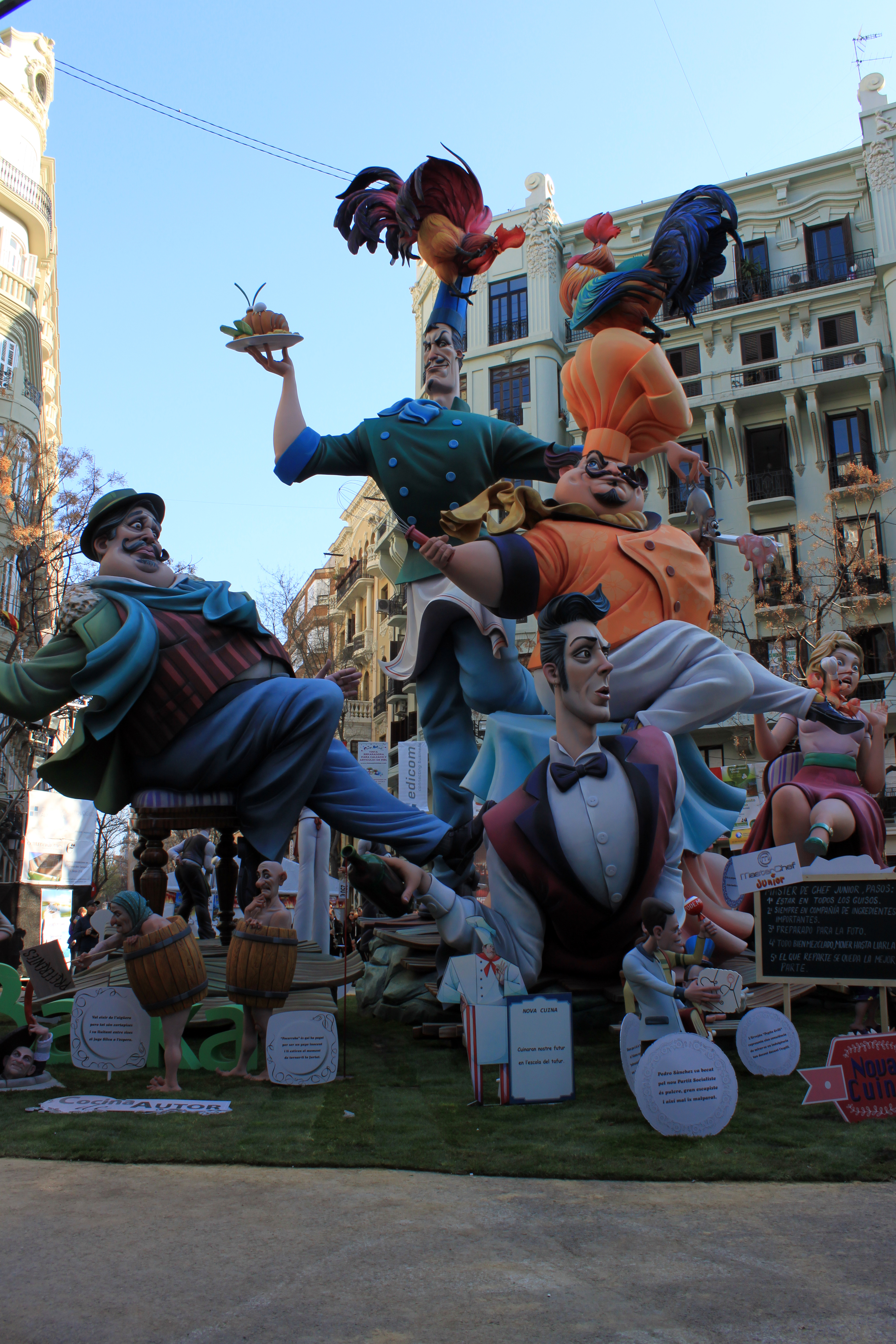
Falla Almirall Cadarso-Comte d'Altea 2015
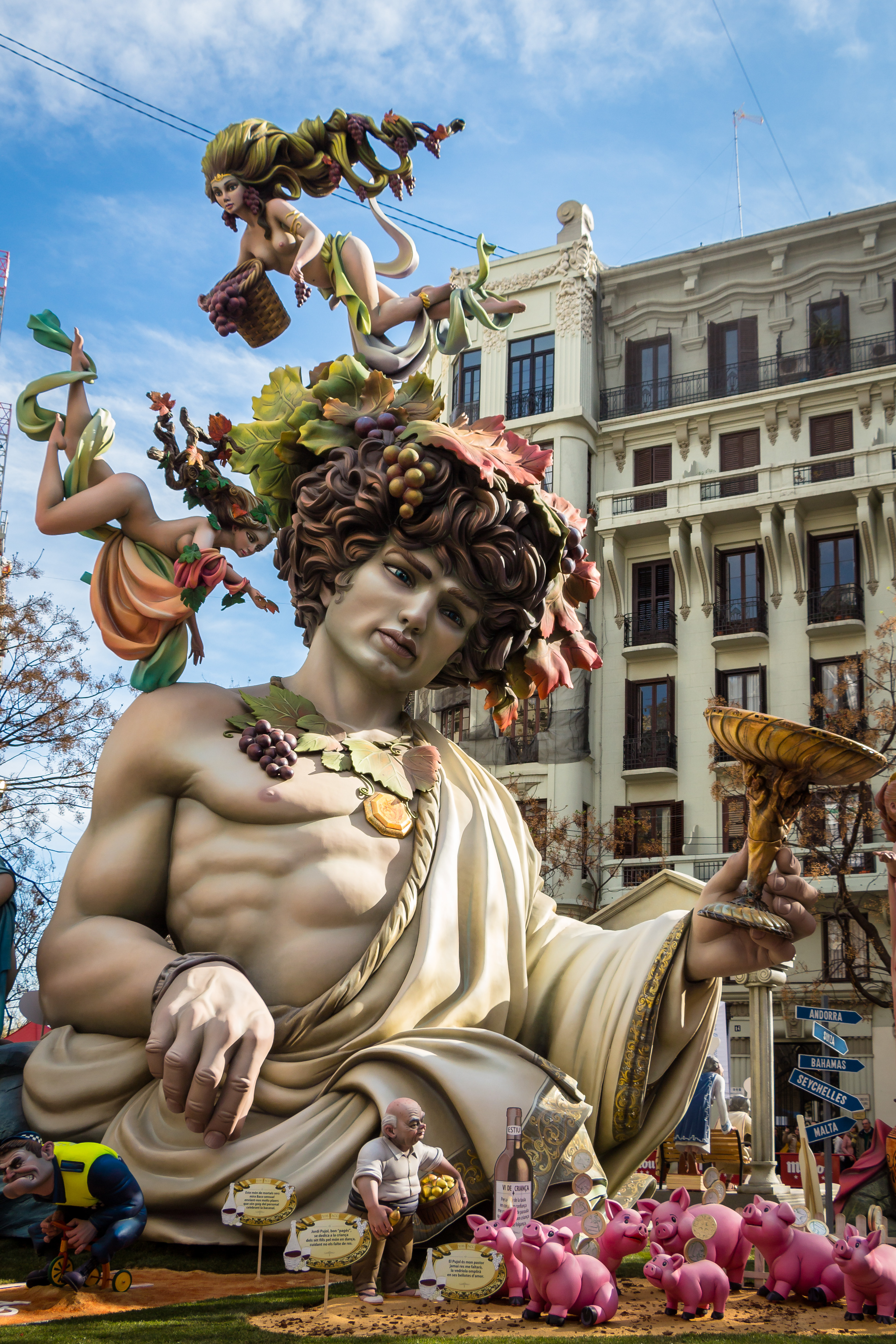
Falla Almirall Cadarso-Comte d'Altea 2016
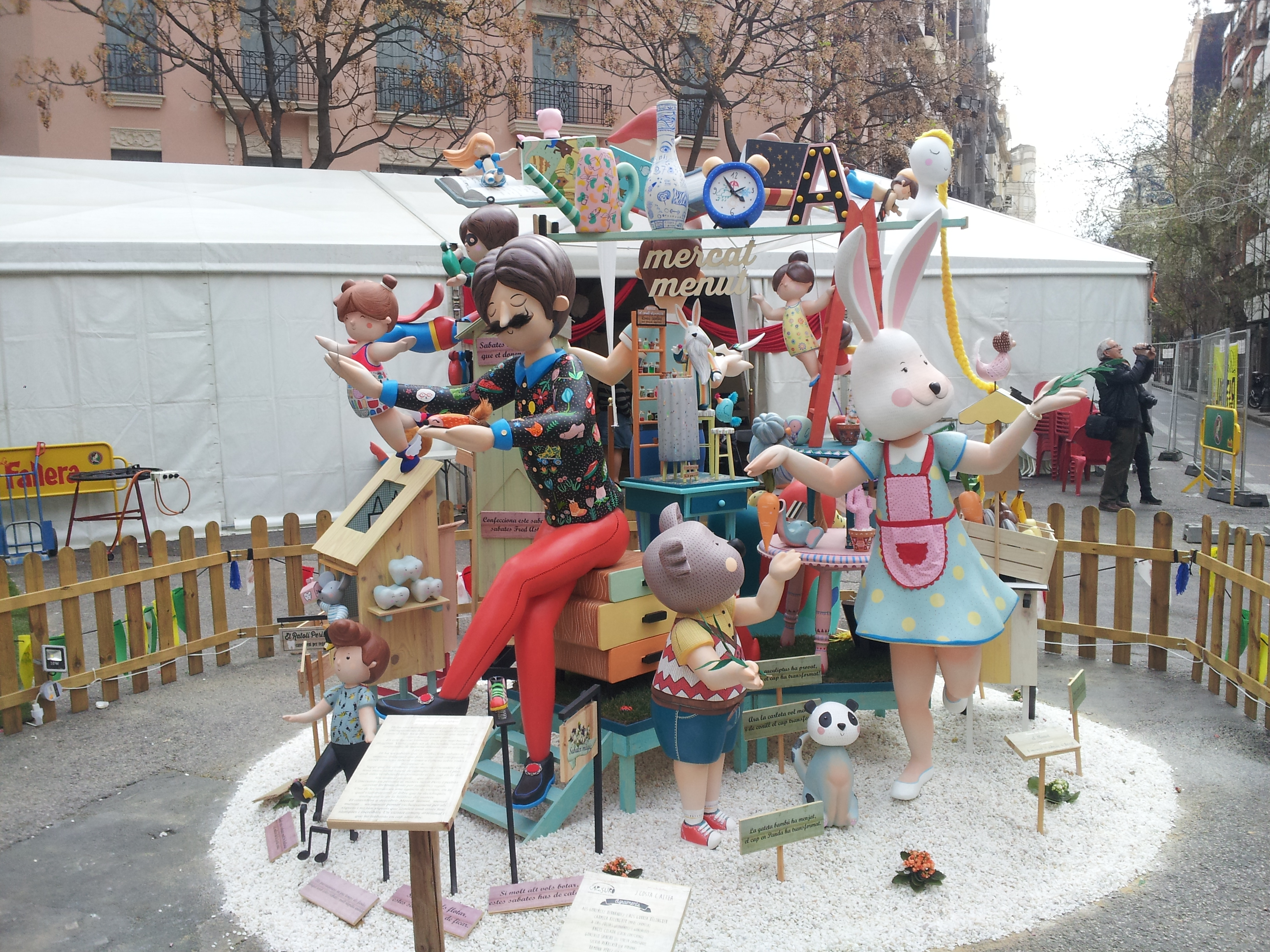
Falla infantil Almirall Cadarso-Comte d'Altea 2016
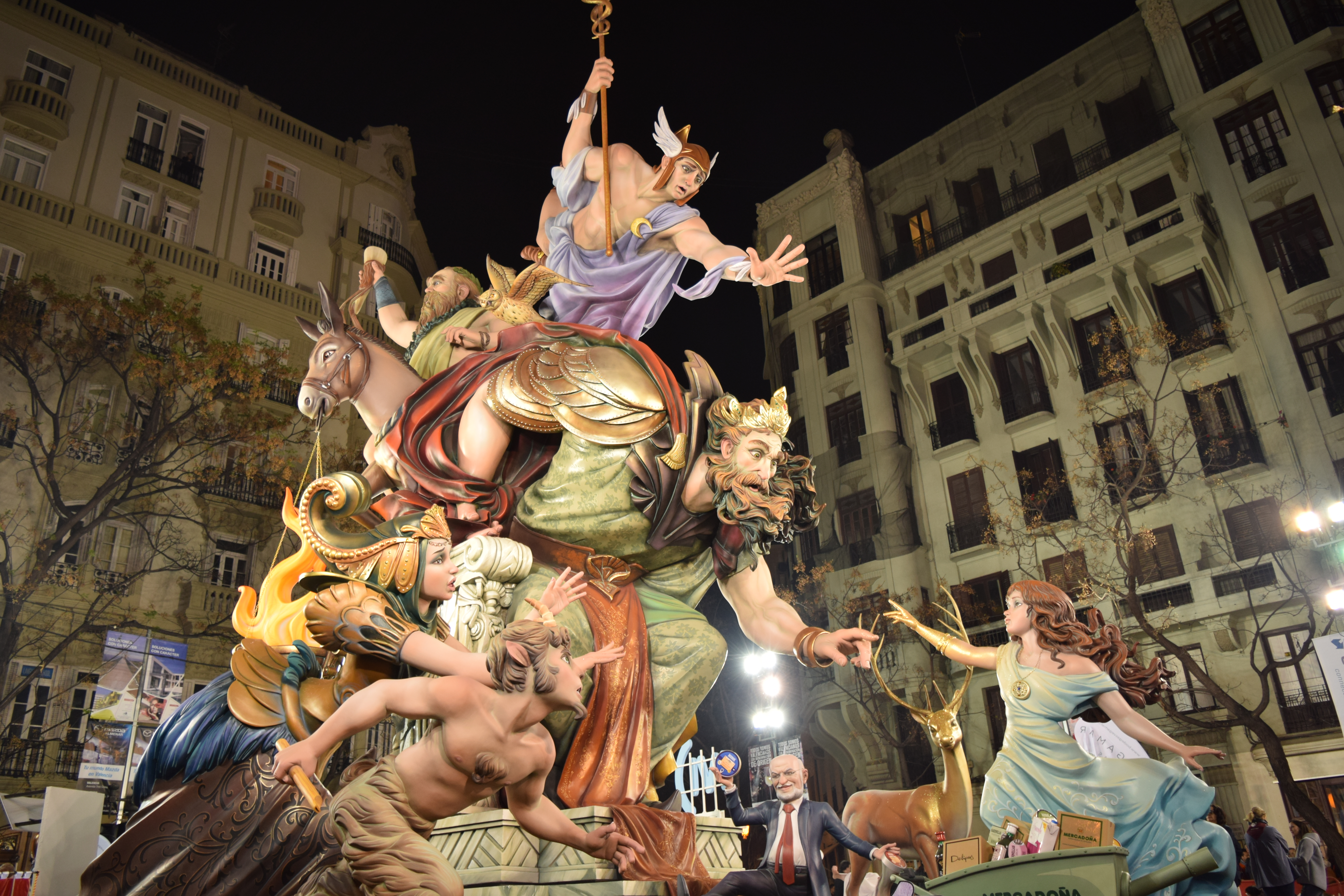
Falla Almirall Cadarso-Comte d'Altea 2017